# Vlag van Georgia
De huidige vlag van Georgia werd aangenomen op 8 mei 2003. De vlag heeft twee rode en één witte horizontale baan, en een kanton met daarin het wapenschild van Georgia en het nationaal motto van de Verenigde Staten: In God We Trust. Het wapenschild en het motto worden door dertien witte sterren omringd.

## Symboliek
Het ontwerp van de vlag toont een grote gelijkenis met de vlag van de Verenigde Staten: rood-witte horizontale banen en een blauw kanton met daarin witte sterren. De dertien witte sterren in de vlag symboliseren het feit dat Georgia tot de eerste dertien staten van de Verenigde Staten behoorde.
Het wapenschild is vrijwel gelijk aan het statelijke zegel dat sinds 1799 in gebruik is. De boog in het wapen symboliseert de grondwet van Georgia; deze boog wordt ondersteund door drie pijlers die wijsheid, rechtvaardigheid en gematigdheid symboliseren. "Wijsheid, Rechtvaardigheid, Gematigdheid" (Wisdom, Justice, Moderation) is het motto van Georgia. De boog en de pijlers worden bewaakt door een soldaat, mogelijk uit de Amerikaanse Onafhankelijkheidsoorlog. Hij symboliseert de bereidheid om de grondwet te verdedigen.

## Geschiedenis
Georgia heeft in de geschiedenis voor een Amerikaanse staat relatief veel verschillende vlaggen gehad. Tussen 1879 (toen de eerste officiële vlag werd aangenomen) en 2003, gebruikte de staat achtereenvolgens zes verschillende vlaggen. In vijf van deze vlaggen werd het statelijke wapen opgenomen.

### Vlaggen in Georgia vóór 1879
Het is niet bekend wie de eerste vlaggen van Georgia ontworpen heeft en wanneer dat gebeurd is. Waarschijnlijk gebruikten milities in het tijdperk tussen de Amerikaanse Onafhankelijkheidsoorlog en de Amerikaanse Burgeroorlog vlaggen met daarop het wapen of het zegel van de staat. Tijdens de in 1861 begonnen Amerikaanse Burgeroorlog vochten de troepen onder onofficiële, vaak zelfgemaakte regimentsvlaggen. Dat zijn waarschijnlijk blauwe en rode vlaggen geweest met daarop het statelijke zegel (een boog op drie pijlers met een soldaat).
|  |  | Vexillologisch symbool voor een uit beschrijvingen of afbeeldingen gereconstrueerde vlag |

Het is niet geheel duidelijk wat voor vlag gebruikt werd in de periode tussen het einde van de burgeroorlog en het jaar 1879, toen de eerste officiële vlag werd aangenomen. Waarschijnlijk gebruikte men in die periode een blauwe vlag met daarop het zegel van Georgia. Bovenstaande afbeelding (rechts) is een reconstructie van de vlag die in die periode waarschijnlijk gebruikt werd.

### De eerste officiële vlaggen
De eerste officiële vlag van Georgia is gebaseerd op de eerste vlag van de Geconfedereerde Staten en bestond uit een verticale blauwe baan aan de hijszijde en drie horizontale banen in de kleuren rood-wit-rood aan de andere zijde. De vlag werd ontworpen door senator Herman H. Perry, een veteraan uit de burgeroorlog, en officieel aangenomen op 17 oktober 1879.
| Vexillologisch symbool voor een buiten gebruik gestelde vlag | Vexillologisch symbool voor een buiten gebruik gestelde vlag | Vexillologisch symbool voor een buiten gebruik gestelde vlag | Vexillologisch symbool voor een buiten gebruik gestelde vlag |

In 1902 werd de vlag veranderd doordat het centrale element uit het zegel (de boog die op drie zuilen rust met tussen twee zuilen een soldaat) in de blauwe baan geplaatst werd. Vier jaar later werd dit element in een wit schild met een gele rand geplaatst, met daaronder de naam van de staat in een rood lint. In het schild zelf werd het jaartal 1799 geplaatst, verwijzend naar het jaar waarin het statelijke zegel werd aangenomen. In 1920 kreeg de staat weer een nieuwe vlag: men plaatste nu het hele schild in de blauwe baan. Deze vlag zou tot 1956 in gebruik blijven.

### De vlag van 1956-2001: herdenking of provocatie?

Vlag van Georgia, 1956-2001

De vlag die tussen 1956 en 2001 in gebruik was in Georgia, was gebaseerd op de (oorlogs)vlag van de Geconfedereerde Staten van Amerika. Volgens aanhangers van de vlag, werd deze in 1956 ontworpen ter ere van de herdenking van het begin van de burgeroorlog (1861-1865) in 1961. Een minderheid van de inwoners van Georgia was tegen het gebruik van de vlag, omdat deze anti-Amerikaans zou zijn of de slavernijpolitiek van de Geconfedereerde Staten van Amerika zou vergoelijken. Dit laatste werd vooral door Afro-Amerikanen als een provocatie gevoeld, omdat de vlag niet tijdens de Amerikaanse Burgeroorlog werd aangenomen, maar pas in 1956, tijdens de periode waarin in het zuiden van de Verenigde Staten de desegregatie van Afro-Amerikanen op gang kwam.
In de jaren negentig van de twintigste eeuw rees het verzet tegen de vlag, vooral in de aanloop naar de Olympische Zomerspelen van 1996 die in Atlanta gehouden werden. De Afro-Amerikaanse burgerrechtenorganisatie NAACP ging actie voeren tegen de vlag en kreeg daarbij ondersteuning van zakenlieden die vonden dat de staat economische schade opliep dankzij haar vlag. Gouverneur Zell Miller probeerde vóór de Olympische Spelen het kruis uit de vlag verwijderd te krijgen, maar zag zich met een onwelwillende volksvertegenwoordiging geconfronteerd. Tijdens de Olympische Spelen gebruikten daarom veel inwoners van Atlanta de vlag van 1920 in plaats van die van 1956.

### De vlag van 2001: een compromis

Vlag van Georgia, 2001-2003

Millers opvolger Roy Barnes beantwoordde de roep om een nieuwe vlag door in 2001 zeer snel een nieuwe vlag door de volksvertegenwoordiging goed te laten keuren, onder luid protest van de aanhangers van de vlag van 1956. Zijn vlag probeerde een compromis te zoeken, door enkele historische vlaggen in klein formaat weer te geven onder de woorden Georgia's History ("Georgia's Geschiedenis"). De vijf vlaggen zijn de eerste vlag van de Verenigde Staten, de vlag die in Georgia voor 1879 in gebruik was, de vlaggen van 1920 en 1956 en de huidige Amerikaanse vlag.
Barnes' vlag was weliswaar minder controversieel dan zijn voorganger, maar allerminst populair. De vlag werd vrijwel onbetwist te gecompliceerd, te 'druk' en te lelijk bevonden. De Amerikaanse vexillologische organisatie NAVA vond de vlag met voorsprong de lelijkste van Noord-Amerika en stelde dat de vlag alle basisregels met betrekking tot het ontwerp van vlaggen schendt.

### De aanname van de huidige vlag
In 2002 werd Sonny Perdue gekozen als gouverneur, mede omdat hij in zijn verkiezingscampagne pleitte voor een referendum over de vlag. Toen hij eenmaal benoemd was, liet hij de volksvertegenwoordiging een nieuw ontwerp maken, dat via een referendum aan de bevolking werd voorgelegd (daarmee de aanhangers van de vlag van 1956 voor het hoofd stotend; zij wilden een referendum over hun eigen favoriet). De volksvertegenwoordiging ontwierp een nieuwe vlag, die sterk geïnspireerd werd door het ontwerp van de eerste vlag van de Geconfedereerde Staten en ook beïnvloed werd door enkele andere van bovengenoemde vlaggen uit Georgia's geschiedenis.
Deze vlag werd op 8 mei 2003 wettelijk aangenomen, hetgeen op 2 maart 2004 door een (niet-bindend) referendum ondersteund werd (74,3% van de kiezers). Het referendum werd echter door veel mensen geboycot, omdat de kiezers maar twee opties hadden: de nieuwe vlag of die van 2001.